# Nycteris vinsoni
Nycteris vinsoni (Dalquest, 1965) è un pipistrello della famiglia  dei Nitteridi endemico del Mozambico.

## Descrizione

### Dimensioni
Pipistrello di medie dimensioni, con la lunghezza della testa e del corpo di 125 mm, la lunghezza dell'avambraccio di 50,6 mm, la lunghezza della coda di 55 mm, la lunghezza del piede di 13 mm e la lunghezza delle orecchie di 22 mm.

### Aspetto
La pelliccia è lunga, arruffata e lanuginosa. Il colore generale del corpo è grigiastro. È presente una fase completamente arancione. Il muso è privo di peli e con un solco longitudinale che termina sulla fronte in una profonda fossa. Le orecchie sono molto lunghe, strette, con l'estremità arrotondata ed unite anteriormente alla base da una sottile membrana cutanea. Il trago è non è stato descritto. I piedi sono Gli arti inferiori sono lunghi e sottili, i piedi, le dita e gli artigli sono molto piccoli. La coda è lunga, con l'estremità che termina con una struttura cartilaginea a forma di T ed è inclusa completamente nell'ampio uropatagio.

## Biologia

### Comportamento
Si rifugia nelle cavità di grossi alberi come il baobab.

### Alimentazione
Si nutre di insetti.

## Distribuzione e habitat
Questa specie è conosciuta soltanto attraverso alcuni individui catturati sul fiume Save, nel Mozambico centro-meridionale.
Vive probabilmente in boschi di mopane.

## Conservazione
La IUCN Red List, considerata la mancanza di informazioni recenti sull'areale, i requisiti ecologici, le minacce e lo stato di conservazione, classifica N.vinsoni come specie con dati insufficienti (DD).